# Christine Tassan

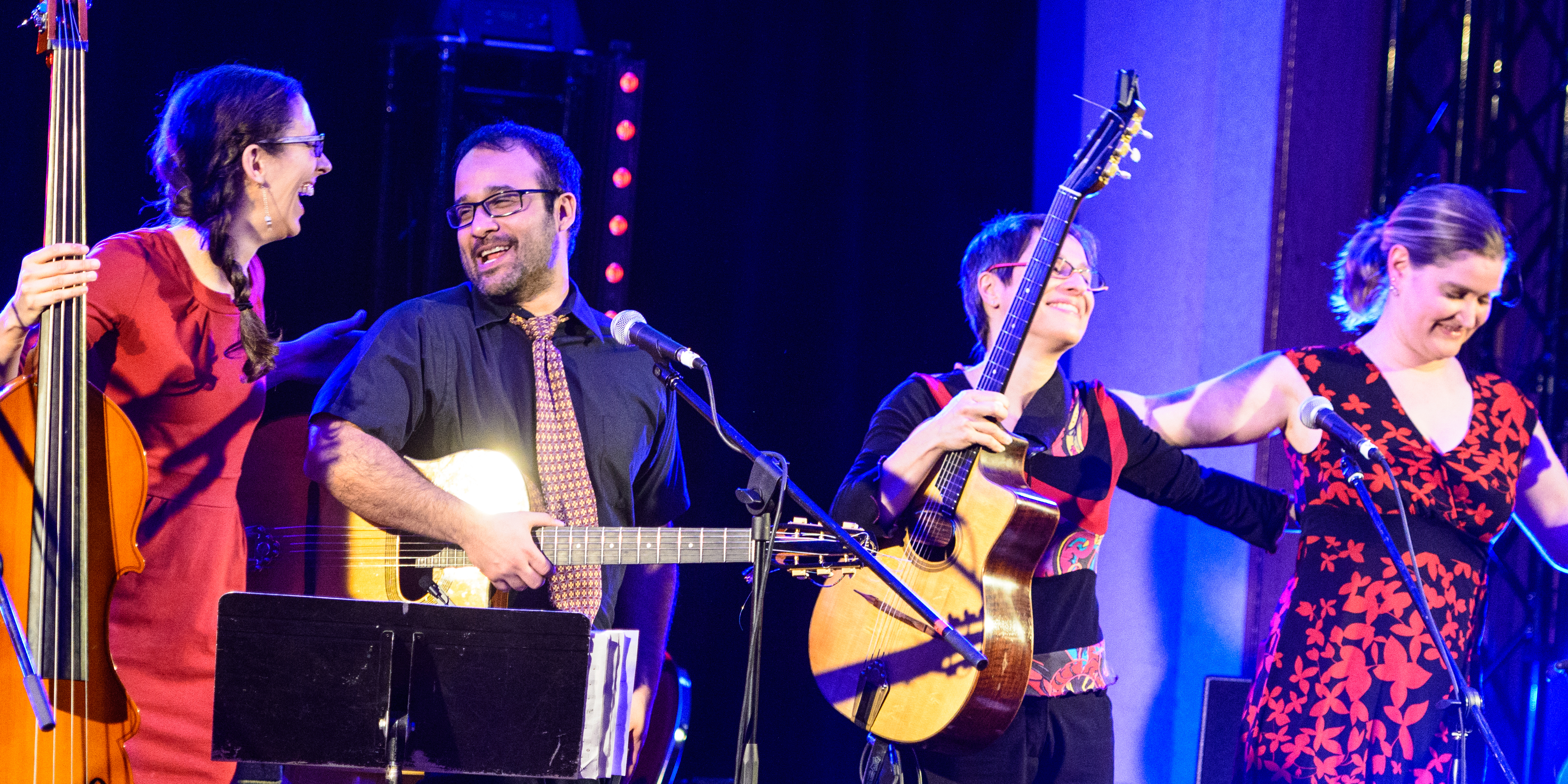
Christine Tassan (zweite von rechts) und ihre Imposteures (2017)

Christine Tassan (* 19. November 1970 in Paris) ist eine kanadische Jazzmusikerin (Gitarre, Komposition) und Singer-Songwriterin französischer Herkunft.

## Leben und Wirken
Tassan begann im Alter von elf Jahren klassische Gitarre zu spielen. Sie studierte fünf Jahre lang bei dem Gitarristen Claude Puyalte. Im Alter von 15 Jahren begann sie, eigene Lieder zu komponieren und aufzuführen. Einflüsse waren Künstler wie Barbara, Anne Sylvestre, Georges Brassens und Jacques Brel. Sie interessierte sich für Improvisation und nahm Jazzgitarrenunterricht bei dem Gitarristen Didier Large.
1988 begann sie ihr Studium als Toningenieurin am Institut national des sciences appliquées de Lyon. Parallel dazu nahm sie Gesangsunterricht bei Pascale Reynaud. 1992 ging sie für ein Jahr nach Quebec, um an einem Austauschprogramm der McGill University teilzunehmen. 1993 absolvierte sie ihr Diplom am Institut de recherche et coordination acoustique/musique in Paris. 
1994 wanderte Tassan nach Montreal aus. Sie arbeitete als Toningenieurin und trat weiterhin als Singer-Songwriter auf. Ab 1998 begeisterte sie sich für die Musik von Django Reinhardt und Stéphane Grappelli. Nach Unterweisung durch Angelo Debarre, Emmanuel Kassimo und Yorgui Loeffler trat sie im Duo auf und gründete dann das Quintette Jazz Gitan, das 2003 auf dem Festival International de Jazz de Montréal auftrat. Ebenfalls 2003 gründete sie mit Christine Tassan et les Imposteures eine Frauenband des Gypsy Jazz. Das Quartett hat mehr als 600 Konzerte bei Festivals und Veranstaltungen in Kanada, Frankreich, Belgien, Deutschland, den Vereinigten Staaten und China gegeben. Mit ihren Imposteures hat sie sieben Alben veröffentlicht, zuletzt Django Belles (2018).
2019 nahm Tassan im Quintett ihr selbstproduziertes Album Voyage intérieur mit eigenen Jazz-Kompositionen auf, das zum Mainstream-Jazz gerechnet wird und 2020 erschien. Es wurde als „Jazz-Album des Jahres“ für die Juno Awards 2022 nominiert.
Weiterhin spielte Tassan seit 2009 mit der Sängerin Gabriela Moulouhi in deren Ensemble Canto Tango. 2013 tourte sie mit der Gypsy-Jazz-Gruppe The Lost Fingers in Neukaledonien und in Frankreich.  Auch tourte sie mit dem polnischen Sänger Paul Kunigis in Kanada, Frankreich und der Schweiz. Zudem begleitete sie den Akkordeonisten Martin Bellemare auf dessen Album Appellation Musette Nouveau. Ferner war sie als Toningenieurin und Produzentin tätig.

## Preise und Auszeichnungen
Tassan nahm 1996 am Festival international de la Chanson de Granby teil, wo sie mit dem Prix Coup de coeur des Francofolies ausgezeichnet wurde. Mit ihren Imposteures erhielt sie für das Album Entre Félix et Django 2017 den Prix Opus des Conseil québécois de la musique als „Jazzalbum des Jahres“ und 2018 eine Nominierung für das «Spectacle de l’année». 